# Naoki Makino
Naoki Makino (Shizuoka, 11 november 1976) is een voormalig Japans voetballer.

## Carrière
Naoki Makino speelde tussen 1999 en 2002 voor Verdy Kawasaki en Ventforet Kofu.